# Història de Costa Rica

Bandera de Costa Rica

La història de Costa Rica abasta des dels temps dels amerindis, la colonització espanyola i la independència fins al present. Actualment Costa Rica és una de les democràcies més consolidades d'Amèrica. Va guanyar reconeixement mundial per abolir l'exèrcit l'1 de desembre de 1948, abolició que va ser perpetuada en la Constitució Política de 1949.

## Període amerindi

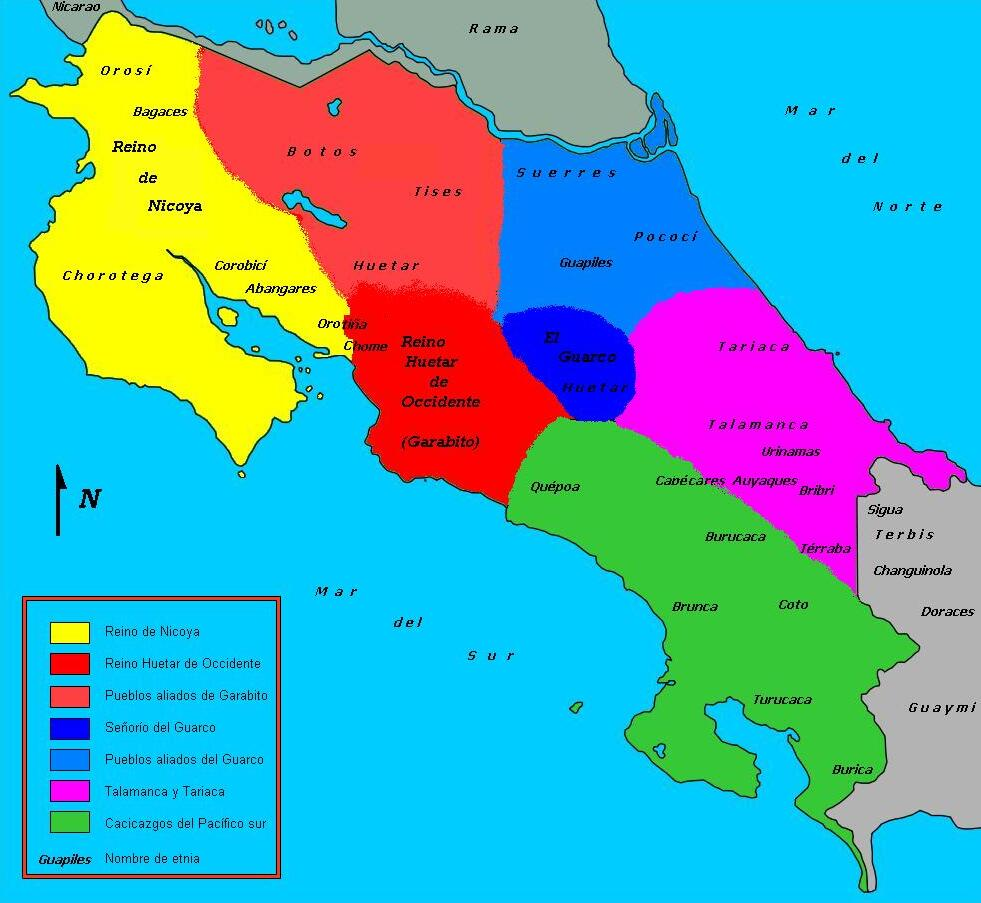
Mapa de les societats autòctones de Costa Rica del a l'arribada dels espanyols (1502).

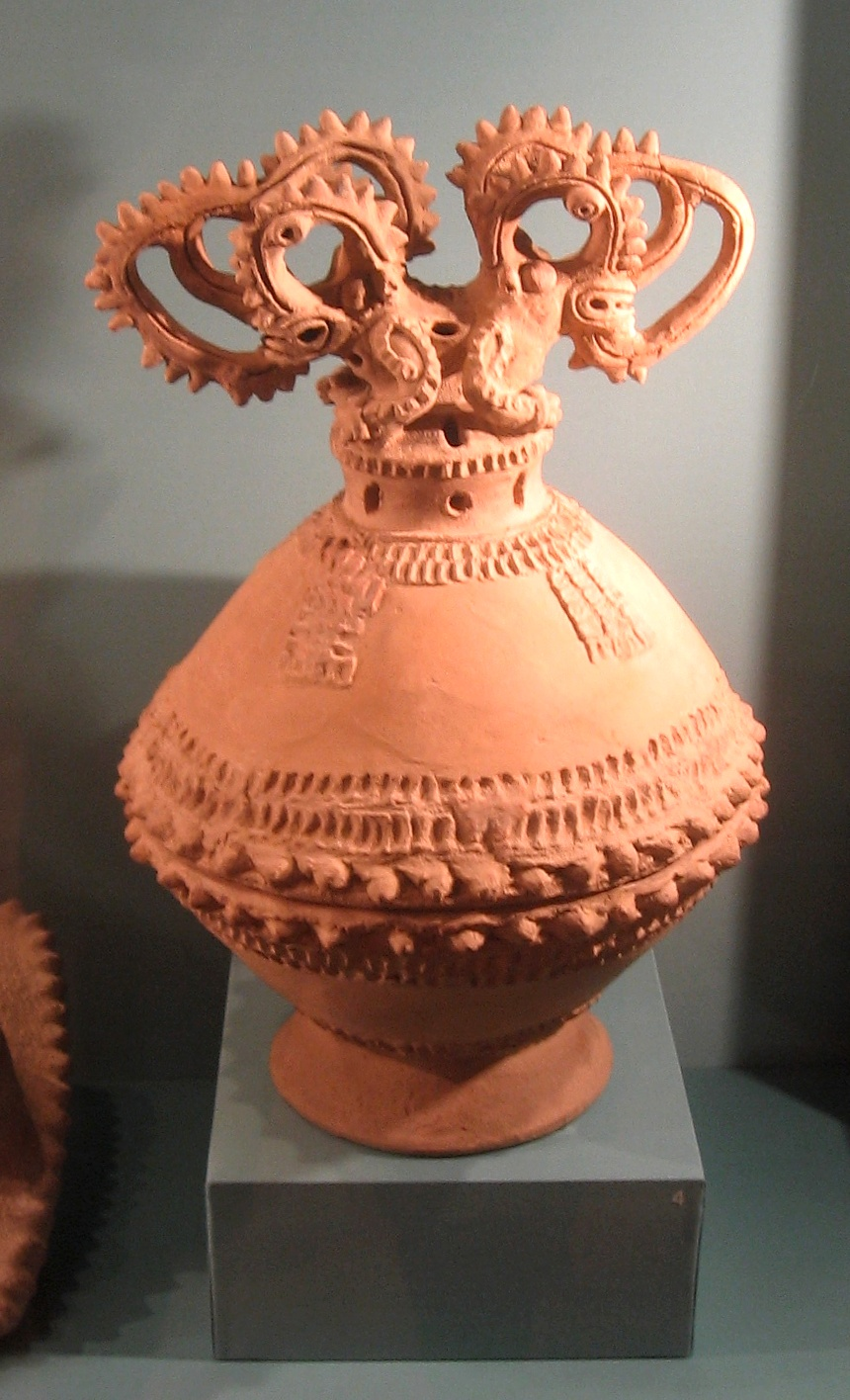
Atuell, 500 - 1350, Costa Rica.

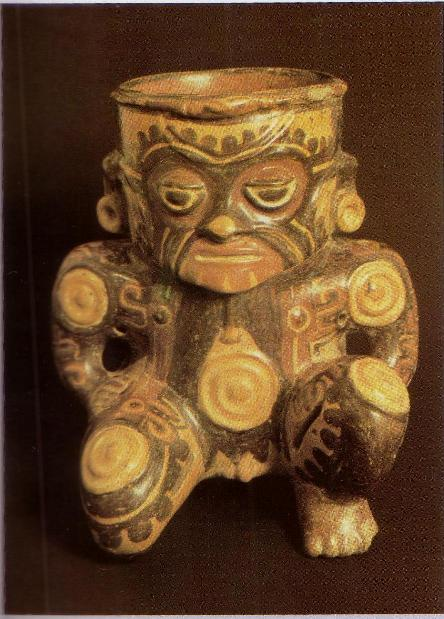
Ceràmica de Guanacaste, període Policrom Mitjà (800-1200 de la nostra era).

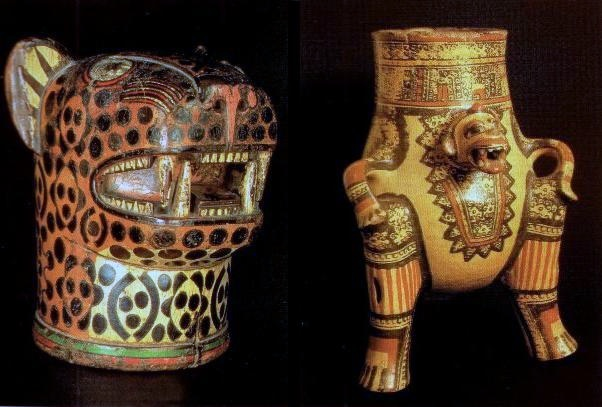
A l'esquerra, atuell nicoyà de jaguar deïficat. A la dreta, gerra bicolor amb motiu de mico (1200-1590 de la nostra era), trobada a la Vall del Tempisque.

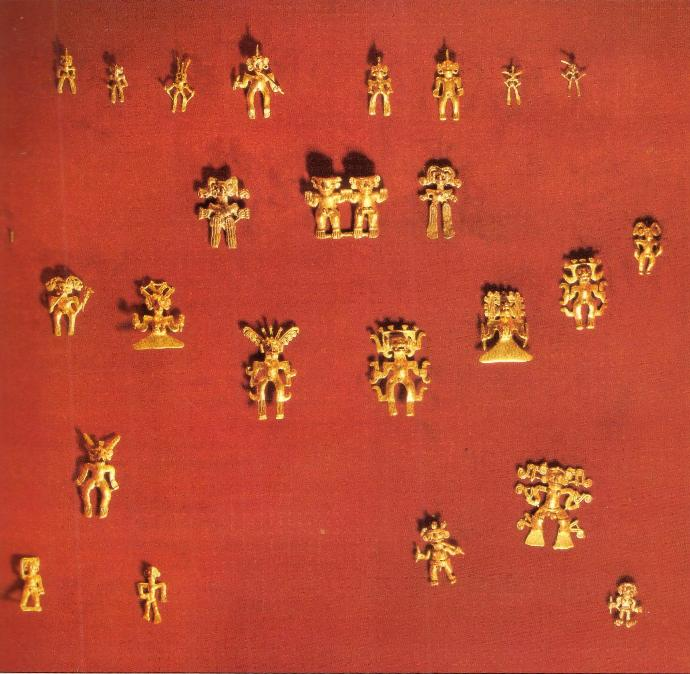
Peces d'or precolombines, trobades a la Vall del General. Museu de l'Or, San José de Costa Rica.

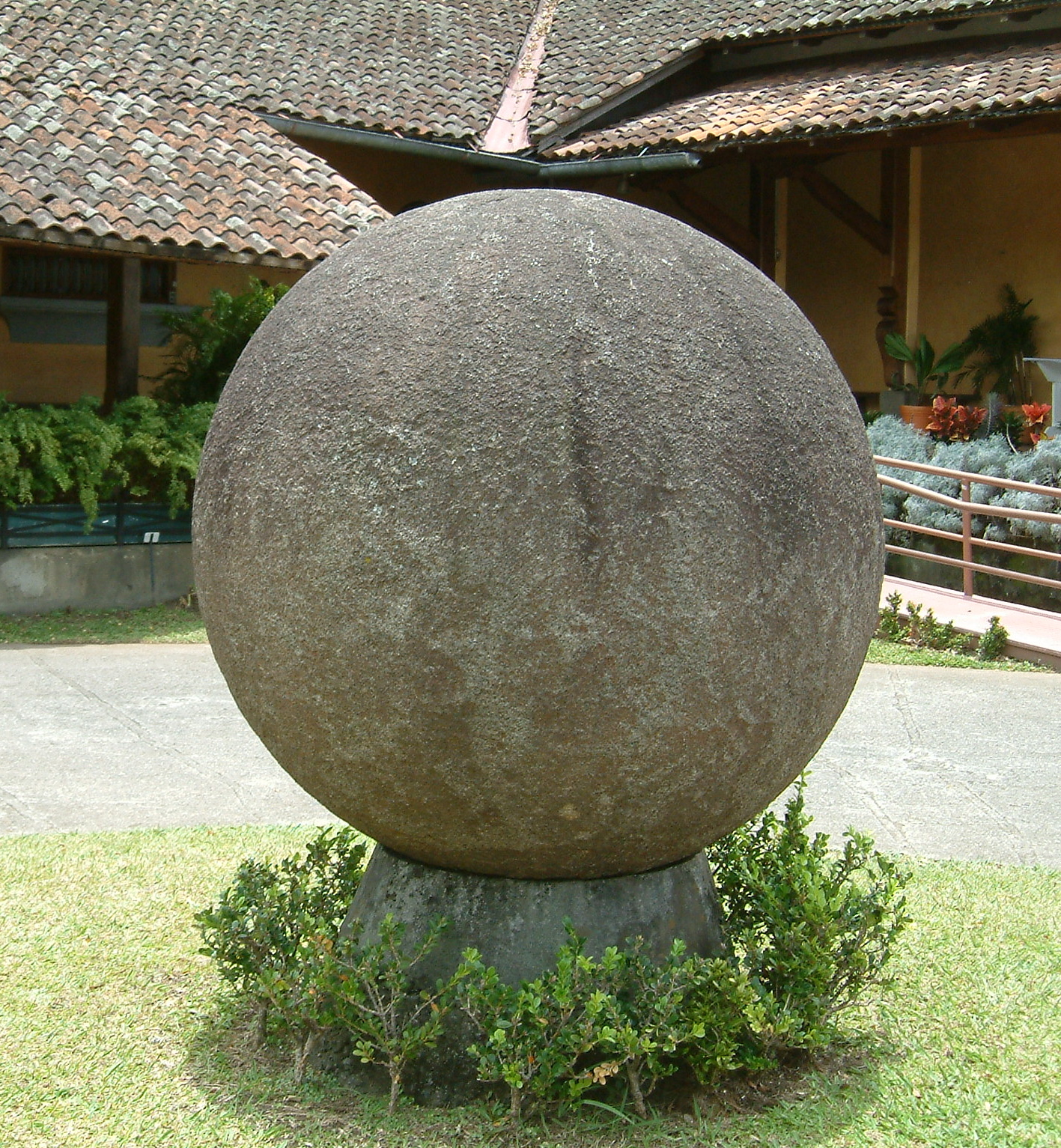
Esfera de pedra (període Chiriquí 800 - 1500 de la nostra era). Museu Nacional de Costa Rica.

L'assentament humà a Costa Rica data almenys de l'any 5000 aC., però, en comparació de les grans civilitzacions prehispàniques del continent americà, els indígenes de Costa Rica no van ser nombrosos ni assoliren un gran desenvolupament. A l'arribada de Cristòfor Colom, hi havia uns 30.000 indígenes dividits en tres grups: güetares, chorotegas i borucas. Els que es van enfrontar als conquistadors espanyols van resistir de manera audaç; els que no van sucumbir davant les epidèmies que van arrasar la regió, van morir en la lluita o van fugir a llocs llunyans.
L'evidència més antiga d'ocupacions humanes a Costa Rica s'associa a l'arribada de grups de caçadors-recol·lectors al voltant de 10.000 - 7.000 anys a.C, amb antigues evidències arqueològiques (fabricació d'eines de pedra) localitzades a la Vall de Turrialba, amb presència de puntes de llança tipus clovis (nord-americana) i cua de peix (sud-americana), la qual cosa obre la possibilitat que en aquesta zona convergissin dues tradicions diferents de caçadors especialitzats.
L'agricultura incipient apareix cap al 5000 aC, principalment donada per tubercles i arrels. Per al primer i segon mil·lennis abans de Crist ja existien comunitats agrícoles sedentàries, petites i disperses, encara que la transició de la caça i recol·lecció a l'agricultura com a principal mitjà de subsistència al territori és encara desconegut.
Cap al 2000-3000 aC, apareix l'ús més antic que es coneix de la ceràmica, amb fragments d'olles, atuells cilíndrics, platones, tecomates i altres formes d'atuells, decorades amb tècniques com a incisos o acanaladures, estampats i modelatges.
Entre 300 aC i 500 de la nostra era, depenent de la regió, es dona el canvi d'una organització tribal a una societat cacical. Es dona la construcció de basaments amb palets, monticles, forns, pous d'emmagatzematge, i estatuària. El blat de moro arriba a consolidar-se com el cultiu principal en algunes regions, mentre que en unes altres es dona un sistema mixt, a més de l'ús de recursos costaners (pesca) i cacera.
En aquest període apareix la producció i ús d'artefactes de jade i altres pedres verdes, metates cerimonials, rematades de pedra per a bastons i ceràmiques especials, s'inicia l'ús d'objectes de metall (coure i or) especialment a la Vall Central, el Carib Central i Nord.
Els anomenats metates trípodes de panell penjant són una manifestació excel·lent i única de l'art precolombí de Costa Rica, decorats amb elements animals i humans. La seva manufactura s'inicia en la part tardana d'aquest període (0-500 aC).
Entre els anys 300 i 800 d'aquesta era apareixen els primers cacicazgos complexos, amb presència de llogarets grans i obres d'infraestructura (basaments, calçades i monticles funeraris). Es dona la jerarquització d'assentaments, amb llogarets principals i poblats secundaris, amb llinatges de poder hereditari i especialització de labors, amb aparició d'un cacic en el llogaret principal i cacics secundaris en llogarets subordinats.
A partir de l'any 800 d'aquesta era i fins a l'arribada dels espanyols al segle xvi, es va presentar un increment en la grandària i complexitat del disseny intern dels llogarets, i les diferències regionals es van accentuar. La presència de nombrosos cementiris, simples i complexos, obres d'infraestructura massives, diversitat de béns domèstics i suntuaris, desenvolupament d'orfebreria, intercanvi regional i conflictes entre cacicazgos per territoris i recursos són elements característics d'aquesta època. La jerarquització social inclou individus principals com el cacic i el xaman (com per exemple, el sukia o awápa, entre els bribris, metge tant del cos com de l'esperit), i el poble comú format per artesans i agricultors. S'inicia l'ús de l'or com a símbol de rang, especialment a les regions central i Gran Chiriquí (frontera amb Panamà), encara que també es va utilitzar a Guanacaste. A la regió del Valle del Díquis, s'inicia la fabricació d'esferes de pedra típiques de la regió, en el delta dels rius Térraba i Sierpe, les quals es postula que van ser utilitzades com a símbol de rang i marcadors territorials. Altres obres de pedra inclouen figures d'embalum de formes humanes i animals, metates en forma de jaguar i estàtues antropomorfes.
Aquesta època va ser rica en grups aborígens localitzats per tot el territori, encara que no densament poblat. Aquests grups es van reduir considerablement després de l'arribada dels espanyols al territori de Costa Rica, lloc que alguns no es van deixar sotmetre i van ser assassinats o enviats a altres països.
Alguns historiadors han inclòs l'àrea conformada actualment per les zones sud i atlàntica del país com d'influència sud-americana, a causa de la presència de grups que parlen llengües chibchas. L'actual província de Guanacaste es va convertir a la frontera sud de Mesoamèrica amb l'arribada dels chorotegas per al període comprès entre els anys 900 al 1000 d'aquesta era.
En general els assentaments humans en aquest territori no van comptar amb la magnificència en edificacions i infraestructura de les poblacions asteques, maies o inques; no obstant això, va servir de pont cultural entre el sud i el nord del continent, i l'orfebreria i l'artesania policromada en fang, van tenir un ampli desenvolupament i bellíssims resultats.

## Període colonial

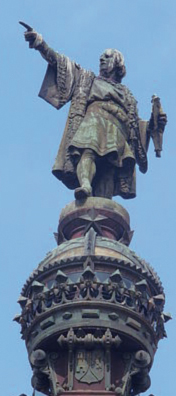
Estatua de Cristòfor Colom

Cristòfor Colom va navegar al llarg de la costa del mar Carib i va descobrir Costa Rica el 1502. Es creu que el seu nom deriva de l'abundància d'objectes d'or que mostraven els indígenes. Els conquistadors espanyols van arribar a aquesta zona després d'explorar la major part de la resta d'Amèrica Central, demorats a causa de l'hostilitat dels indígenes i de la recerca d'or. El 1519, des de Panamà i per l'oceà Pacífic, Gaspar de Espinosa, Juan de Castañeda i Hernán Ponce de León van arribar al golf de Nicoya. Vint anys després, Hernán Sánchez de Badajoz va rebre l'autorització per explorar el territori de Costa Rica. El 1561, per ordre de l'Audiència de Guatemala, Juan de Cavallón Arboleda i el pare Juan de Estrada Rávago van portar a terme la primera colonització a l'interior de l'actual territori de Costa Rica. Aquest mateix any va arribar a l'altiplà Central Juan Vázquez de Coronado, a qui es considera el verdader fundador de Costa Rica.
Integrada en un primer moment en el virregnat de Nova Espanya, va passar a dependre de l'Audiència de Guatemala i des de 1574 va quedar integrada en la Capitania General de Guatemala, situació en la qual es va quedar fins a la seva independència. La llunyania de la ciutat de Guatemala i la seva carència de riqueses agrícoles o mineres van provocar que el país es desenvolupés amb molta major autonomia que altres províncies de Centreamèrica. L'interès relatiu que van mostrar els colonitzadors cap a aquesta regió va modificar algunes de les situacions característiques que es van donar en altres nacions, dotant a Costa Rica d'algunes peculiaritats, ja que la població indígena no va ser subjugada i no va haver importació d'esclaus africans.
El desenvolupament del territori es va produir a partir d'una economia agrícola de subsistència, sense els enormes diferències de riquesa que es van donar en altres països de la regió. El nombre d'oficials del govern i de representants de l'església va ser menys rellevant, per la qual cosa Costa Rica va desenvolupar només un paper menor en la Capitania de Guatemala; tot plegat va provocar una evolució diferenciada de la resta de Llatinoamèrica. Fins a finals del segle xviii els espanyols no van començar a interessar-se per certs productes agrícoles, especialment el cultiu del tabac com a principal exportació. A partir de 1787, Costa Rica va rebre el monopoli d'aquest producte.

## Independència
Les exportacions de tabac van promoure el creixement d'una societat més pròspera i els costa-riquenys van participar activament en la vida intel·lectual i política de Centreamèrica a principis del segle xix. El 1821 la Capitania General de Guatemala es va declarar independent. El 1823 es va unir a la federació de les Províncies Unides del Centre d'Amèrica, aliança que va perdurar fins al 1838, quan Braulio Carrillo va prendre el poder. No obstant això, Costa Rica va evitar involucrar-se en els nombrosos enfrontaments interns que van assolar aquesta federació. L'abandonament va suposar de fet la independència, encara que aquesta no es va fer oficial fins al 1848, proclamant-se la República de Costa Rica com Estat sobirà. El seu primer president va ser José María Castro.

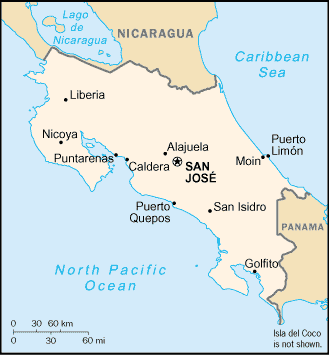
Mapa de Costa Rica

Mentrestant, i a l'igual de a la resta de l'amèrica Llatina, es produïen enfrontaments ideològics entre liberals i conservadors, al mateix temps que les ciutats de San José, més puixant i progressista, i Cartago, capital fins al 1823, es disputaven l'hegemonia del país. En la batalla de l'alt Ochomogo va triomfar la facció de ‘José Fina', provocant el trasllat de la capital a la ciutat de San José.
Sota la dictadura conservadora de Juan Rafael Mora, Costa Rica va liderar la resistència centreamericana contra William Walker, el filibuster nord-americana que va prendre Nicaragua el 1855. Després d'un sagnant cop d'Estat que va enderrocar a Mora el 1859, José María Montealegre va assumir la presidència. Ministre del seu govern va ser Jesús Jiménez Zamora, qui governaria posteriorment durant dos mandats. El 1870 es va establir un règim liberal dirigit per Tomás Guardia. Sota el seu govern, Costa Rica es va convertir en objectiu de fortes inversions estrangeres. A finals del segle xix la United Fruit Company (UFC), companyia nord-americana, es va establir al país per controlar la producció de plataner en tot Amèrica Central. La UFC va crear plantacions en les planures costaneres i va construir noves infraestructures en comunicacions, encara que també va provocar que l'economia de Costa Rica patís una major dependència del mercat i del capital estrangers.

## Democràciai govern estable
Malgrat que a finals del segle xix i principis del xx la política costa-riquenya encara no s'havia estabilitzat, existia la clara tendència d'allunyar-se de les solucions militars en la vida política. Els costa-riquenys se sentien orgullosos de comptar amb més mestres que soldats i amb un nivell de vida més alt que el de qualsevol altre país centreamericà. El cafè es va quedar sent el pilar de l'economia, però una creixent classe mitjana urbana va començar a disputar l'hegemonia política als propietaris dels cafetars, amb el que van sorgir partits polítics més moderns.

Divisió administrativa actual

El Partit Republicà Nacional (PRN) va guanyar la presidència amb Lleó Cortés Castro el 1936 i el 1940 amb Rafael Ángel Calderón i Guardia. Quan el PRN va intentar continuar en el govern després de la derrota de 1948, una nova força política, el Partit d'Alliberament Nacional (PLN), dirigit per José Figueres, ho va enderrocar i es va convertir en el partit dominant de la nació, posició que ha mantingut des d'aleshores. Amb governs moderats, Costa Rica es va convertir al país més democràtic de Llatinoamèrica. Figueres va exercir com a president de 1953 a 1958, i novament de 1970 a 1974. El PLN va guanyar la presidència el 1974 amb Daniel Oduber, però les seves diferències amb Figueres en política econòmica van provocar la presa del poder el 1978 de Renovació Democràtica, coalició de grups de centredreta encapçalada per Rodrigo Carazo.
A principis de la dècada de 1980, Costa Rica va experimentar un ràpid creixement de la població i, per tant, dificultats en la seva economia. El PLN va tornar al poder el 1982, quan Luis Alberto Monge va ser elegit president; va ser succeït per Óscar Arias Sánchez, també del PLN, el 1986. A finals d'aquesta dècada, Arias va intentar aconseguir el consens entre els dirigents centreamericans per garantir la pau i l'estabilitat a la regió. Rafael Calderón, fill de l'anterior president Rafael Ángel Calderón i Guardia, va guanyar les eleccions presidencials el febrer de 1990 com a candidat del Partit Unitat Social Cristiana (PUSC).
El febrer de 1994 José María Figueres Olsen, fill de l'anterior president José Figueres i candidat del PLN, va ser elegit nou president de la República. Quatre anys després, a les eleccions celebrades el febrer de 1998, el candidat a la presidència pel PUSC, Miguel Ángel Rodríguez Echeverría, va ser elegit per ocupar el càrrec a partir del mes de maig d'aquest mateix any. El febrer de l'any següent, el govern va admetre al país a prop de 300.000 refugiats provinents d'altres repúbliques centreamericanes que van ingressar en ell il·legalment, afectats pel pas de l'huracà Mitch l'octubre i novembre de 1998.
Els comicis legislatius i presidencials desenvolupats el 3 de febrer de 2002 van llançar uns resultats molt ajustats. Pel que fa als primers, el PUSC va aconseguir el 29,8% dels vots emesos i va aconseguir 19 diputats, mentre que el PLN va obtenir el 27,1% (17 representants a l'Assemblea Legislativa), i el Partit Acció Ciutadana (PAC) el 21,9% (14 diputats). Quant als presidencials, Abel Pacheco (38,6% dels sufragis), Rolando Araya (31%) i Ottón Solís (26,2%), respectius candidats del PUSC, del PLN i del PAC, van ser els més votats. Donat que cap alcanzó el 40% exigit per ser investit, va ser convocada, per al següent 7 d'abril, una segona volta; a ella van concórrer els dos primers i la victòria va ser per a Pacheco, que va aconseguir el suport del 58% dels votants i va prendre possessió del càrrec el 8 de maig d'aquell any.
Pacheco, que ja en la seva investidura havia dit que entre els seus principals objectius es trobava la lluita contra la corrupció i la firma d'un acord de lliure comerç amb els Estats Units, va patir una greu crisi governamental el setembre de 2004, al dimitir gairebé tots els titulars dels ministeris econòmics (en poc més de dos anys, havien abandonat el gabinet fins a 15 membres, entre ministres i altres alts càrrecs). Pel que fa a la seva política exterior, Costa Rica va integrar en 2003 la llista de països aliats dels Estats Units en la seva invasió d'Iraq. Dos anys després, el febrer de 2005, Pacheco va anunciar que no enviaria a l'Assemblea Legislativa el text acordat amb la resta de països centreamericans (inclosa la República Dominicana) per al Tractat de Lliure Comerç d'Amèrica Central (TLC o CAFTA, les seves sigles en anglès) amb els Estats Units, fins que la mateixa cambra no aprovés la reforma fiscal, presentada feia dos anys per afavorir els més pobres. Un mes més tard, el president va anunciar que potser se celebraria al país un referèndum per ratificar el CAFTA.